# Ішим (місто)
Іши́м (рос. Ишим) — місто, адміністративний центр Ішимського міського округу Тюменської області, Росія.

## Географія
Розташований на лівому березі річки Ішим (притока Іртиша). Загальна площа міських земель — 5,9 тис. га. Загальна протяжність вулиць і доріг — 232,1 км, з них загальна протяжність асфальтобетонних доріг — 146,1 км. Є залізничний вокзал, автовокзал.

## Населення
Населення — 65243 особи (2010, 67757 у 2002).